# Севський краєзнавчий музей
Севський краєзнавчий музей (рос. Севский краеведческий музей) — краєзнавчий музей у російському місті Севську (районний центр Брянської області); є місцевим філіалом Брянського краєзнавчого музею; цікаве зібрання археологічних знахідок у районі (зокрема, кістяка мамонтеняти), а також матеріалів з місцевої історії.

## Загальні дані
Краєзнавчий музей міститься в історичній пристосованій будівлі (експозициійно-виставкова площа — 260 м², фондосховища — 24 м²) у середмісті Севська, й розташований за адресою:
вул. Леніна, буд. 33, м. Севськ—242440 (Брянська область, Росія).
Будинок музею — це колишній купецький особняк, зведений наприкінці XIX століття, що належав купцю М. П. Прохорову.
Режим роботи музейного закладу — щодня з 9.00 до 18.00, крім понеділка (вихідний).
Завідувач музею — Гусєва Раїса Олексіївна.

## Опис: історія та сучасність
Музей у Севську був заснований у 1921 році, а відкрився для відвідування загалу з 1 січня 1922 року. Засновником закладу був Русанов Сергій Олександрович (1890—1954). 
У теперішній час експозиція Севського краєзнавчого музею складається з 3 відділів: 
- відділ природи — розповідає про археологію, природні багатства і тваринний світ Севщини. Тут, зокрема, експонується копія скелета дитинчати мамонта;
- відділ севської старовини — тут представлені матеріали про Севську фортецю — найважливішу на південних оборонних рубежах Росії в XVII столітті, про Севський полк, який визволяв Болгарію в 1877—78 роках, про уродженця Севська — ректора Московського університету І. Г. Петровського, письменника П. Л. Проскуріна.
- відділ сучасної історії — присвячений Севському краю у ХХ столітті.

## Джерело
- (Офіційна) сторінка музею на www.museum.ru (вебпроект «Музеї Росії») (рос.)